# 木沢村立沢谷中学校
木沢村立沢谷中学校（きさわそんりつ さわだにちゅうがっこう）は、徳島県那賀郡那賀町（閉校当時は、木沢村）沢谷にあった公立中学校。
生徒数の減少などの理由で1968年3月31日をもって閉校し、同年4月1日に木沢村立木沢中学校になった。2004年4月1日に木沢中学校が休校した。

## 概要
- 坂州木頭川の上流・西三子山の中腹に校舎はあった。那賀町木沢地区の西部が校区で、生徒の大半が遠距離を徒歩通学していた。
- 現在、校舎跡を記念する石碑がある。

## 沿革
- 1947年（昭和22年）4月1日 - 沢谷村立沢谷中学校創立。
- 1955年（昭和30年）4月10日 - 沢谷村が坂州村と合併して木沢村が発足。同日沢谷村廃止。木沢村立沢谷中学校に改称。
- 1968年（昭和43年）
  - 3月31日 - 生徒数の減少により廃校。
  - 4月1日 - 木沢村立木沢中学校になった[1]。